# Pistorinia hispanica
Pistorinia hispanica  es una especie de planta de la familia de las crasuláceas.

## Descripción
Planta de 5.5 cm de altura, glandulosa-pegajosa en la parte superior, con un tallo muy fino, erecto, con hojas de entre 1 y 1.5 cm de largo y forma de diminuto «plátano», más o menos hinchadas según la humedad; de color amarillento con tonos rojizos se agrupan por debajo de las flores, estas son simétricas, con 5 pétalos rojos, de 5-8 mm, abiertos, alargados, de bordes paralelos y terminados en punta poco aguda, en la cual tienen una mancha roja más intensa; forman un tubo estrecho y alargado enfundado en otro, (cáliz), cubierto de pelos glandulares.

## Distribución y hábitat
Crece en grupos no muy espesos a finales de primavera y durante el verano, en pastos raquíticos, lugares arenosos y descubiertos o fisuras de rocas descompuestas.

## Taxonomía
Pistorinia hispanica fue descrita por  (L.) DC. y publicado en Prodromus Systematis Naturalis Regni Vegetabilis 3: 399. 1828
Citología
Número de cromosomas de Pistorinia hispanica (Fam. Crassulaceae) y táxones infraespecíficos: n=10; 2n=20
Etimología
Pistorinia: nombre genérico otorgado en honor del  botánico italiano Santiago Pistorini médico de cámara del rey Carlos III.
hispanica: epíteto geográfico que alude a su localización en Hispania.
Sinonimia
- Cotyledon cossoniana Ball
- Cotyledon hispanica L.
- Cotyledon hispanica var. flaviflora Maire
- Cotyledon hispanica var. maculata Maire
- Cotyledon hispanica var. purpurea Maire
- Pistorinia brachyantha Coss.
- Sedum hispanicum (L.) Raym.-Hamet[5]

## Nombres comunes
En España es conocida como crásula roja, pistorinia, punterilla preciosa, siempreviva bermeja, uña de gato encarnada o vinagretas.